# Конда сир Вијен
Конда сир Вијен (фр. Condat-sur-Vienne) насеље је и општина у централној Француској у региону Лимузен, у департману Горња Вијена која припада префектури Лимож.
По подацима из 2005. године у општини је живело 4 431 становника, а густина насељености је износила 286 становника/km². Општина се простире на површини од 15,47 km². Налази се на средњој надморској висини од 224 метара (максималној 351 m, а минималној 210 m).

## Демографија
| 1962. | 1968. | 1975. | 1982. | 1990. | 1999. | 2011. |
| ----- | ----- | ----- | ----- | ----- | ----- | ----- |
| 1.198 | 1.458 | 2.108 | 3.509 | 4.090 | 4.249 | 4.747 |

График промене броја становника у току последњих година